# Бергман, Стефан Брониславович
Стефан Брониславович Бергман (также Степан; 5 мая 1895, Ченстохова — 6 июня 1977, Пало-Альто) — математик, профессор на кафедре математики Томского государственного университета.

## Биография
Родился в семье польских евреев. Окончил Берлинский университет, ученик Рихарда фон Мизеса. В 1921 году там же защитил диссертацию «О разложении гармонических функций плоскости и пространства в ортогональные функции» (нем. Über die Entwicklung der harmonischen Funktionen der Ebene und des Raumes nach Orthogonalfunktionen). Продолжил научную и преподавательскую работу в Берлине.
В 1933 году после прихода к власти нацистов был уволен из университета по причине еврейского происхождения и эмигрировал в СССР. В 1934—1936 годах профессор математики Томского университета. В 1936 году без защиты присуждена степень доктора физико-математических наук. В 1936—1939 годах преподавал в Тбилиси.
В 1939 годах переехал в Париж, откуда затем проследовал в США, где и провёл оставшуюся жизнь. Первоначально присоединился к своему учителю фон Мизесу в Брауновском университете, затем недолгое время преподавал в Гарвардском университете, в 1952—1972 годах профессор Стэнфордского университета.

## Работы
- Neuere Probleme aus der Flugzeugstatik : Über die Knickung von rechteckigen Plattet, bei Schubbeanspruchung // Ленинградское механическое НИТО. Прикладная математика и механика: сборник. Ленинград; Москва: НКТП СССР, 1929. Т. 2. Выпуск 2;
- О программе научной работы по теории аналитических функций института математики и механики Томского государственного университета им. В. В. Куйбышева // Успехи математических наук. 1936. Выпуск 1.
- Zur Theorie von pseudokonformen Abbildungen // Математический сборник 1936. Т. 1 (43). № 1;
- О функциях, удовлетворяющих линейным дифференциальным уравнениям в частных производных // Доклады АН. 1937. Т. 15. № 5;
- Zur Theorie der linearen Integral — und Funktionalgleichungen im complexen Gebiet // Известия НИИММ. Томск, 1937. Т. 1. Выпуск 3;
- Совместно с Menahem Max Schiffer: Kernel Functions and elliptic differential equations in mathematical physics, Academic Press 1953;
- Интегральные операторы в теории линейных уравнений с частными производными / Пер. с англ. Л. А. Маркушевич. М., 1964;
- Integral operators in the theory of linear partial differential equations, Springer 1961, 2nd edn. 1969;
- The Kernel Function and Conformal Mapping, American Mathematical Society 1950, 2nd edn. 1970.

## Архивные источники
- Государственный архив Томской области (ГАТО). Ф. Р-815. Оп. 12. Д. 1796;